# Christiaan I van Saksen
Christiaan I van Saksen (Dresden, 29 oktober 1560 - aldaar, 25 september 1591) was van 1586 tot aan zijn dood keurvorst van Saksen. Hij behoorde tot de Albertijnse linie van het huis Wettin.

## Levensloop
Christiaan I was de zesde zoon van keurvorst August van Saksen en diens echtgenote Anna, dochter van koning Christiaan III van Denemarken. 
Na de dood van zijn oudere broer Alexander in 1565 werd hij erfopvolger van het keurvorstendom Saksen. Van jongs af aan werd hij door zijn vader bij de regeringszaken betrokken. In 1586 volgde Christiaan zijn vader op als keurvorst van Saksen. Hij had weinig interesse in staatszaken en hield zich voornamelijk met zijn passies, de jacht en alcohol drinken. De staatszaken waren hierdoor grotendeels in handen van zijn adviseur en invloedrijke kanselier Nikolaus Krell. 
Krell zorgde ervoor dat Saksen nauwer aangetrokken werd tot het calvinisme, maar officieel bleef het lutheranisme de staatsgodsdienst. Dit cryptocalvinisme werd onder meer hevig bestreden door Christiaans echtgenote Sophie van Brandenburg. Door Krells invloed werden de machtsbevoegdheden van de Geheimraad en de Staten in de regeringszaken ingeperkt. In de buitenlandse politiek sloot Christiaan een protestantse beschermingsalliantie met zijn schoonbroer Johan Casimir van Palts-Simmern, waarbij ze onder meer de Hugenoten in Frankrijk ondersteunden. Christiaan wees echter het opperbevel over het hulpleger aan de Hugenoten af. 
Christiaan was eveneens verantwoordelijk voor de bouw van het Stallhof van Dresden, waar paardentoernooien georganiseerd werden, en een paleis met jachtslot te Zabeltitz, ten noorden van Großenhain, en liet daarnaast de vesting van Königstein aanleggen. In september 1591 stierf hij op amper 30-jarige leeftijd tijdens een jachtpartij, nadat hij al een lange periode last had van maag- en darmlijden. Christiaan werd bijgezet in de Dom van Freiberg.

## Huwelijk en nakomelingen
Op 25 april 1582 huwde hij met Sophie (1568-1622), dochter van keurvorst Johan George van Brandenburg. Ze kregen zeven kinderen:
- Christiaan II (1583-1611), keurvorst van Saksen
- Johan George I (1585-1656), keurvorst van Saksen
- Anna Sabina (1586-1586)
- Sophia (1587-1635), huwde in 1610 met hertog Frans van Pommeren-Stettin
- Elisabeth (1588-1589)
- August (1589-1615), diocesaan administrator van het prinsbisdom Naumburg
- Dorothea (1591-1617), abdis van de Abdij van Quedlinburg

## Voorouders
| Overgootouders                     | Albrecht van Saksen (1443-1500) ∞ Sidonia van Bohemen (1449-1510)      | Albrecht van Saksen (1443-1500) ∞ Sidonia van Bohemen (1449-1510)      | Magnus II van Mecklenburg (1441–1503) ∞ Sophie van Pommeren-Wolgast (-1504) | Magnus II van Mecklenburg (1441–1503) ∞ Sophie van Pommeren-Wolgast (-1504) | Frederik I van Denemarken (1471–1533) ∞ Anna van Brandenburg (1487-1514)         | Frederik I van Denemarken (1471–1533) ∞ Anna van Brandenburg (1487-1514)         | Magnus I van Saksen-Lauenburg (1470–1543) ∞ Catharina van Brunswijk-Wolfenbüttel (1488-1563) | Magnus I van Saksen-Lauenburg (1470–1543) ∞ Catharina van Brunswijk-Wolfenbüttel (1488-1563) |
| Grootouders                        | Hendrik van Saksen (1473-1541) ∞ Catharina van Mecklenburg (1487-1561) | Hendrik van Saksen (1473-1541) ∞ Catharina van Mecklenburg (1487-1561) | Hendrik van Saksen (1473-1541) ∞ Catharina van Mecklenburg (1487-1561)      | Hendrik van Saksen (1473-1541) ∞ Catharina van Mecklenburg (1487-1561)      | Christian van Denemarken (1503-1559) ∞ Dorothea van Saksen-Lauenburg (1511-1571) | Christian van Denemarken (1503-1559) ∞ Dorothea van Saksen-Lauenburg (1511-1571) | Christian van Denemarken (1503-1559) ∞ Dorothea van Saksen-Lauenburg (1511-1571)             | Christian van Denemarken (1503-1559) ∞ Dorothea van Saksen-Lauenburg (1511-1571)             |
| Ouders                             | August van Saksen (1521–1586) ∞ Anna van Denemarken (1532-1585)        | August van Saksen (1521–1586) ∞ Anna van Denemarken (1532-1585)        | August van Saksen (1521–1586) ∞ Anna van Denemarken (1532-1585)             | August van Saksen (1521–1586) ∞ Anna van Denemarken (1532-1585)             | August van Saksen (1521–1586) ∞ Anna van Denemarken (1532-1585)                  | August van Saksen (1521–1586) ∞ Anna van Denemarken (1532-1585)                  | August van Saksen (1521–1586) ∞ Anna van Denemarken (1532-1585)                              | August van Saksen (1521–1586) ∞ Anna van Denemarken (1532-1585)                              |
| Christian I van Saksen (1560–1591) |                                                                        |                                                                        |                                                                             |                                                                             |                                                                                  |                                                                                  |                                                                                              |                                                                                              |